# Conception Junction
Conception Junction és una població dels Estats Units a l'estat de Missouri. Segons el cens del 2000 tenia 202 habitants.

## Demografia
Segons el cens del 2000, Conception Junction tenia 202 habitants, 83 habitatges, i 55 famílies. La densitat de població era de 251,6 habitants per km².
Dels 83 habitatges en un 33,7% hi vivien nens de menys de 18 anys, en un 49,4% hi vivien parelles casades, en un 9,6% dones solteres, i en un 33,7% no eren unitats familiars. En el 32,5% dels habitatges hi vivien persones soles el 22,9% de les quals corresponia a persones de 65 anys o més que vivien soles. El nombre mitjà de persones vivint en cada habitatge era de 2,42 i el nombre mitjà de persones que vivien en cada família era de 3,05.
Per edats la població es repartia de la següent manera: un 27,7% tenia menys de 18 anys, un 8,4% entre 18 i 24, un 24,3% entre 25 i 44, un 21,3% de 45 a 60 i un 18,3% 65 anys o més.
L'edat mediana era de 38 anys. Per cada 100 dones de 18 o més anys hi havia 105,6 homes.
La renda mediana per habitatge era de 29.219 $ i la renda mediana per família de 32.083 $. Els homes tenien una renda mediana de 26.250 $ mentre que les dones 21.875 $. La renda per capita de la població era de 12.563 $. Entorn del 8,8% de les famílies i el 15,3% de la població estaven per davall del llindar de pobresa.

## Poblacions més properes
El següent diagrama mostra les poblacions més properes.